# Rick Moranis
Rick Moranis (* 18. dubna 1953 Toronto, Ontario) je kanadský herec, komik, hudebník a scenárista.

## Život
Jeho kariéra začala v televizi, později přešel k filmu, kde se stal známým svými výraznými komediálními výkony. Jedním z jeho prvních významných úspěchů byla role v populárním televizním pořadu SCTV (Second City Television), kde pracoval vedle dalších talentovaných komiků. S týmem tvůrců tohoto pořadu získal v roce 1982 Cenu Emmy. Spolu s Dave Thomasem vytvořil populární komickou dvojici Bob and Doug McKenzie, parodující kanadské kulturní stereotypy.
Průlom přišel s účinkováním ve filmu Krotitelé duchů v roce 1984, kde ztvárnil postavu Louise Tullyho. Film se stal kultovním hitem a Moranisova komická interpretace získala u diváků oblibu. Následovaly další úspěšné filmy, včetně Miláčku, zmenšil jsem děti (Honey, I Shrunk the Kids) a Malý krámek hrůz (Little Shop of Horrors), kde svým talentem dokázal zkombinovat komedii s dovednostmi dramatického herectví.
V roce 1987 se objevil ve sci-fi parodii Spaceballs, kde hrál postavu Lorda Darka Helmeta. Tento film, režírovaný Melem Brooksem, získal kultovní status díky svému satirickému pohledu na populární sci-fi žánr.
Rick Moranis se také objevil v komedii Rodičovství (Parenthood, 1990), která nabídla pohled na rodinný život s vtipnými i dojemnými momenty. Ve filmu Flintstoneovi hrál Barneyho Rumbla. Moranisova schopnost skloubit humor s emotivními scénami přidávala jeho postavám na hloubce.
Po tragické smrti manželky v roce 1991 se Moranis rozhodl omezit hereckou kariéru, aby se mohl plně věnovat péči o své děti. Přestože se občas objevil ve filmech a televizních pořadech, jeho angažmá ve veřejném životě bylo omezenější. V roce 2005 nazpíval countryové album The Agoraphobic Cowboy. Oznámil plánovaný návrat k herectví ve filmu Shrunk, který má navázat na Miláčku, zmenšil jsem děti.